# Комбисири
Комбизири (фр. Kombissiri) — город и городская коммуна в Буркина-Фасо, в Юго-Центральной области страны. Административный центр провинции Базега.

## География
Расположен в центральной части Буркина-Фасо, примерно в 40 км к югу от столицы страны, города Уагадугу, на высоте 303 м над уровнем моря. Коммуна включает в себя 5 городских секторов и 57 деревень.

## Население
По данным на 2013 год численность населения города составляла 28 941 человек. Численность населения городской коммуны по данным переписи 2006 года составляет 66 342 человека. Основная этническая группа — моси; наиболее распространённый язык — мооре.
Динамика численности населения города по годам:
| 1996   | 2005   | 2006   | 2013   |
| ------ | ------ | ------ | ------ |
| 16 821 | 21 219 | 22 585 | 28 941 |